# Празновце
Празновце (слч. Práznovce) насељено је мјесто са административним статусом сеоске општине (слч. obec) у округу Топољчани, у Њитранском крају, Словачка Република.

## Становништво
| Година:    | 1994. | 2004. | 2014.   | 2024.   |
| ---------- | ----- | ----- | ------- | ------- |
| Број људи: | 0     | 962   | 969     | 966     |
| Разлика:   |       | –     | +0,72 % | -0,30 % |

| Година:    | 2023. | 2024.   |
| ---------- | ----- | ------- |
| Број људи: | 977   | 966     |
| Разлика:   |       | -1,12 % |

Према подацима о броју становника из 2011. године насеље је имало 976 становника.